# Benja Krik
Benja Krik (Беня Крик) è un film del 1926 diretto da Vladimir Bertol'dovič Vil'ner.